# Jim Thome
James Howard Thome (27 de agosto de 1970) es un ex primera base y bateador designado estadounidense de béisbol profesional que jugó en las Grandes Ligas desde 1991 hasta 2012, principalmente con los Cleveland Indians.
Thome conectó 612 jonrones durante su carrera, la octava mayor cantidad en la historia, junto con 2.328 hits, 1.699 carreras impulsadas (RBI) y un promedio de bateo de .276. Fue convocado a cinco Juego de Estrellas y ganó un Bate de Plata en 1996. Registró más de 40 jonrones en seis temporadas y, en 2003, lideró la Liga Nacional con 47 cuadrangulares. Su porcentaje de embasado más slugging (OPS) de .956 es el 19° más alto de todos los tiempos. También ganó el premio de Regreso del año de la Liga Americana en 2006.
Thome fue conocido por su postura única de bateo. Antes de cada lanzamiento, sostenía el bate con la mano derecha y lo apuntaba hacia el jardín central, una técnica que le enseñó Charlie Manuel, su entrenador de bateo de las ligas menores, luego de observarlo en la película El mejor (The Natural). Un filántropo activo, Thome fue honrado con dos Premios Marvin Miller al Hombre del Año y un Premio Lou Gehrig Memorial por su participación en la comunidad, y en 2002 fue reconocido con el Premio Roberto Clemente.
Thome fue elegido para el Salón de la Fama el 24 de enero de 2018, en su primer año de elegibilidad.